# Gornja Topličica
 Gornja Topličica  falu Horvátországban Zágráb megyében. Közigazgatásilag Szentivánzelinához tartozik.

## Fekvése
Zágrábtól 27 km-re északkeletre, községközpontjától  2 km-re északra, a Medvednica-hegység keleti lejtőin fekszik.

## Története
1857-ben 129, 1910-ben 265 lakosa volt. Trianonig Zágráb vármegye Szentivánzelinai járásához tartozott.
2001-ben 121 lakosa volt.

## Külső hivatkozások
Szentivánzelina község hivatalos oldala